# Natalia Vodianova
Natalia Vodianova (rusky Наталья Михайловна Водянова, * 28. února 1982 Gorkij, Sovětský svaz, dnes Nižnij Novgorod, Rusko); přezdívaná Supernova, je ruská modelka, filantropka a příležitostná herečka. Je zakladatelkou dobročinné organizace Naked Heart Foundation. V roce 2015 spustila digitální aplikaci Elbi.

## Dětství
Narodila se ve městě Gorkij, v tehdejším Sovětském svazu (nyní Nižnij Novgorod, Rusko). Vyrůstala v chudé čtvrti města zvané Avtozavod se svou matkou a dvěma nevlastními sestrami, Kristinou a Oksanou, z nichž ta druhá trpěla v dětství mozkovou obrnu a je autistka. Již jako dítě pomáhala své matce prodávat ovoce na ulici. V 16 letech si společně s kamarádkou zřídila vlastní stánek s ovocem, aby rodině pomohla z chudoby. Otec od rodiny odešel, když byla Natalia batole a do té doby, než se stala slavnou, s ním neměla žádný další kontakt.

## Supermodelka
Ve svých 15 letech se během tří měsíců naučila anglicky. Poté, co ji v Nižním Novgorodu mezi 100 děvčaty objevil headhunter módních firem, dostala se do Moskvy. Jako sedmnáctiletá pak odešla do Paříže a brzy se stala modelkou agentury Viva Models. Vystupovala pro módní značky Gucci, Calvin Klein, Diane von Fürstenberg, Louis Vuitton, Chanel (2008) a Versace (rovněž 2008). Patřila mezi nejlépe placené modelky světa. V roce 2011 vydělala 5,5 milionu eur. V roce 2012 se umístila na 3. místě v žebříčku nejlépe placených modelek podle časopisu Forbes, který odhadl její tehdejší roční výdělek na 8,6 milionů dolarů. Podle models.com byla jednou z nových supermodelek módního průmyslu.

## Filantropie

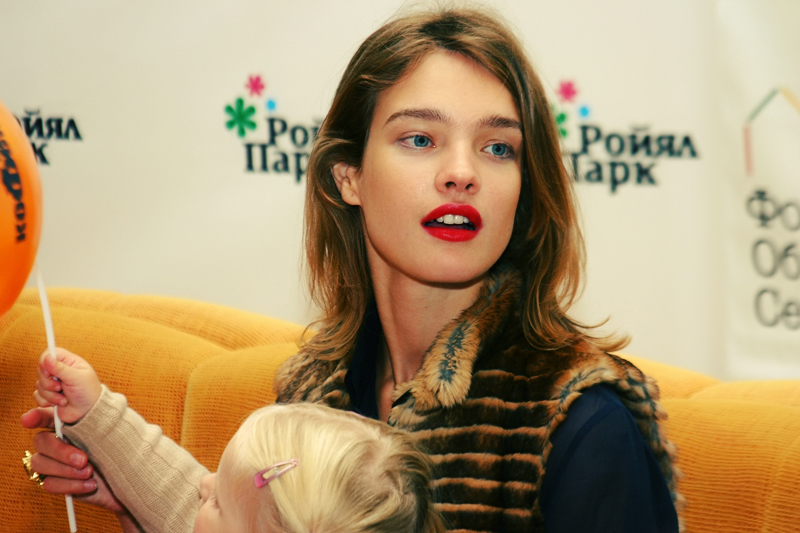
Natalia Vodianova v Rusku (2008) během tiskové konference Naked Heart Foundation

Je zakladatelkou dobročinné organizace Naked Heart Foundation, která se snaží zajistit bezpečné a inspirativní prostředí pro každé dítě žijící v městském Rusku a aby přispěla, podporuje rodiny, které vychovávají děti se zdravotním postižením.
Inspirací k založení této organizace byla tragédie v Beslanu. Myšlenkou bylo zabavit děti, které přežily s psychickým traumatem. Organizace postavila svůj první zábavní park v roce 2006 v Nižním Novgorodu. Od té doby postavila více než 90 více dalších včetně jednoho v Beslanu. Hlavní událostí nadace Heart Foundation Naked je Love Ball. První ročník se uskutečnil v Moskvě v roce 2008, další dva se konaly v Londýně (2010) a v Paříži (2011). V roce 2013 se tento event konal v Monte Carlu pod záštitou Alberta II. Monackého, knížete Monaka a jeho choti Charlene, kněžny monacké.
Propůjčuje svou podporu k řadě filantropických účelů, jako je například kampaň (Bugaboo)RED (Bugaboo), iniciativě v boji proti AIDS v Africe. Ve stejném roce se stala velvyslancem globální kampaně Hear the World, která usiluje o zvýšení povědomí témat týkající se sluchu a ztráty sluchu a podporuje dobrý sluch po celém světě.
Je také mluvčí aliance The Tiger Trade Campaign, která sdružuje 38 organizací za čelem společného cíle-přivést zpět divoké tygry zastavením obchodu s tygřími částmi těla a výrobků všemi zdroji. V rozhovoru podporující kampaň řekla: „Jsem hrdá, že Rusko, moje země, je domovem většiny velkolepých zvířat, divokých sibiřských tygrů. Dnes je na nás, abychom chránili tygry a jejich domov, méně než 350 sibiřských tygrů zůstává ve volné přírodě a ne více než 3 400 jich přežívá kdekoli na světě. Pokud nebudeme jednat nyní, budeme svědky vyhynutí populace divokých tygrů v rámci našeho života“.
Annie Leibovitz si ji vybrala a vyfotografovala do nově přepracovaného kalendáře Pirelli pro rok 2016, který oslavoval některé ze světově inspirujících žen.

## Spuštění aplikace Elbi

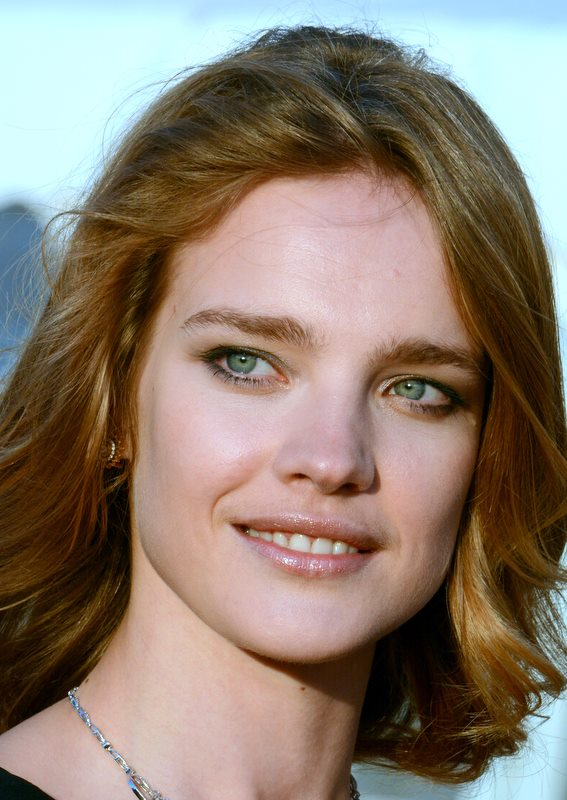
Natalia Vodianova v červnu 2013 na filmovém festivalu v Cabourgu

V roce 2015 se spojila s Eugenií Makhlin, která pracovala v technické oblasti v Googlu, Facebooku a AOL. Spolu vytvořily aplikaci Elbi, která se také nachází na App Store. Ta umožňuje lidem darovat peníze pomocí tzv. „Love Button“ (tlačítko lásky), vytvářet obsah, posílat zprávy a hlasovat pro charitativní účely. Aplikace v současné době umožňuje uživatelům darovat peněžní prostředky celé řadě charitativních organizací jako jsou Save the Children International, Walkabout Foundation, Blue Skye Thinking a mnoho dalších. Jméno znamená „Little Big“ (LB) a filozofie za ní je, že je možné udělat velkou změnu prostřednictvím malých kroků.
Slovy Natalii Vodianové: „Elbi je platforma, která přináší sílu světa sociálních sítí digitálního světa charitám a spojuje je s lidmi po celém světě. S Elbi můžete udělat malé věci, které dělají velké rozdíly. To je to, co Elbi znamená — malé věci mohou dělat velký rozdíl. Často se tak tyto příběhy ztrácí. Nyní mohou všichni z nás podniknout kroky přímo ke svým telefonům a učinit rozdíl po celém světě“.
Aplikaci podpořili známí představitelé v oblasti technologií a filantropie, například bývalá britská ministryně pro internetovou bezpečnost a ochranu Joanna Shields, spoluzakladatel programu Beba Michael Birch, zakladatel Wikipedie Jimmy Wales, spoluzakladatelka internetového časopisu Huffington Post Arianna Huffington, zakladatel Mind Candy Michael Acton Smith, návrhářka Diane von Fürstenberg, spoluzakladatel Lastminute.com a Made.com Brent Hoberman stejně jako zakladatel a hospodářský ředitel (CEO) společnosti Illumination Entertainment Chris Meledandri.

## Ocenění
V listopadu 2010 ji módní časopis Harper´s Bazaar udělil ocenění Inspiration of the Year jako uznání za její dobročinné úsilí. V dubnu 2013 získala cenu Inspiration na čtvrtém ročníku DVF Awards. Cena se uděluje ženám, které prokázaly vůdčí schopnosti, sílu a odvahu, když stály tváří v tvář nepřízni osudu, a které využívají svého vlivu k realizaci pozitivních změn. Ve stejném roce také přijala ocenění Philanthropist of the Year od stejného časopisu.
Dne 10. listopadu 2014 byla jednou z těch, kteří získali cenu 2014 Glamour Woman of the Year za svůj přínos a filantropii jako The Voice for Children. Udílení cen se konalo v Carnegie Hall a cenu jí předala Arianna Huffington.

## Osobní život

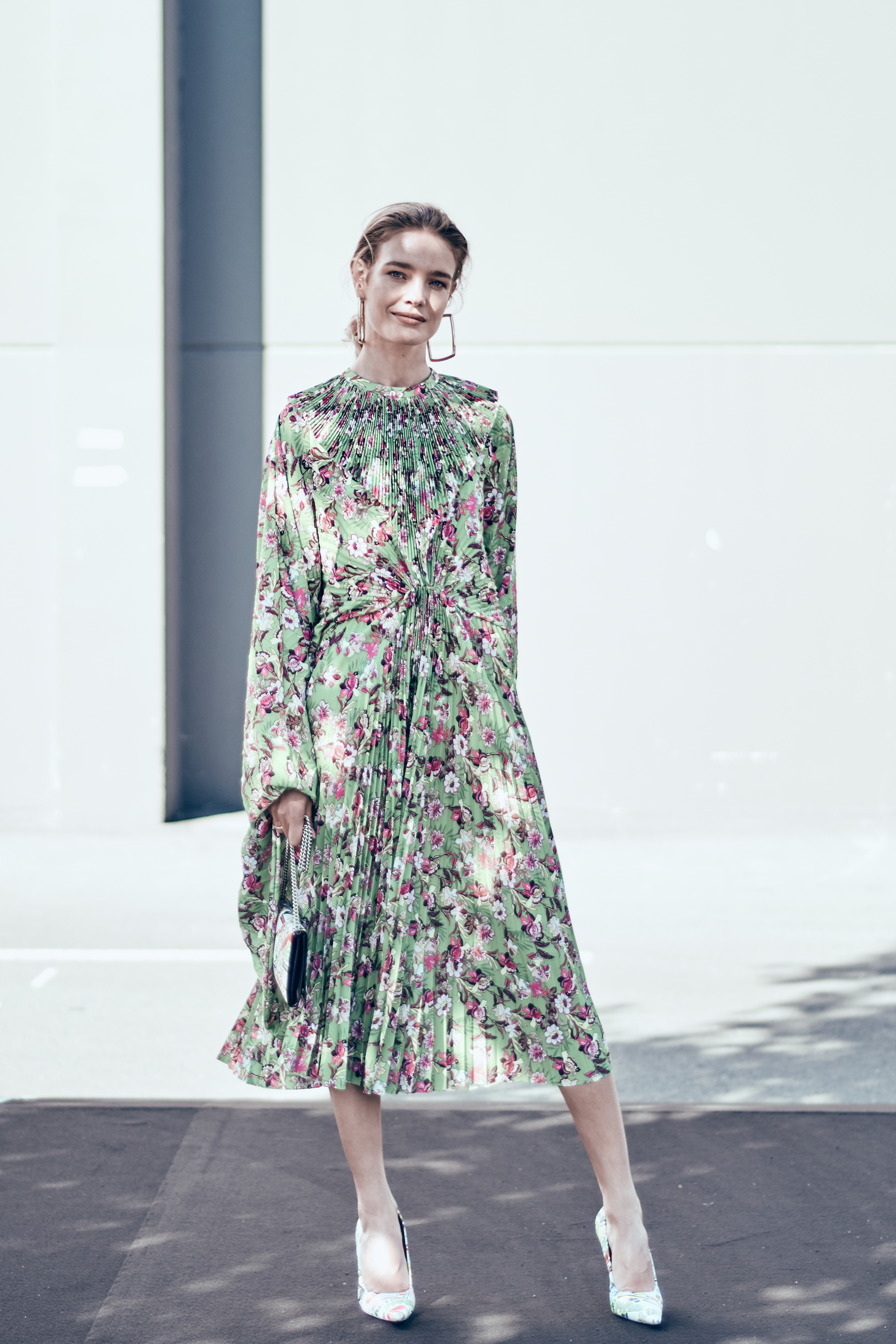
Natalia Vodianova na jaře 2019

Natalia Vodianova má blízké přátele v módním průmyslu včetně topmodelek, jako jsou Mariacarla Boscono, Karlie Kloss a Eva Herzigová, a známých fotografů jako Mario Testino, Paolo Roversi, Steven Meisel, Annie Leibovitz, Bruce Weber a Patrick Demarchelier. Dále to jsou nebo byli významní módní návrháři Riccardo Tisci, Valentino Garavani, Stella McCartney, zemřelý Karl Lagerfeld, Diane von Fürstenberg, Christian Louboutin, Uljana Sergejenko, šéfredaktorka módního časopisu Net-a-Porter Lucy Yeomans, ředitelé módních firem Grace Coddington, Carine Roitfeld a hlavní redaktorka US Vogue Anna Wintour.
V roce 2001 potkala Natalia Vodianova v Paříži u večeře dědice velkého pozemkového majetku v Londýně Justina Portmana (* 1969). Je to třetí syn 9. vikomta Edwarda Henryho Berkeleye Portmana a nevlastní bratr 10. vikomta, bývalý umělec a organizátor šachových turnajů. Vzali se v listopadu 2001, když byla Vodianova v 8. měsíci těhotenství. V září 2002, více než devět měsíců po registraci manželství ve Velké Británii, měli svatební obřad v Petrohradu, kde Vodianova měla na sobě šaty navržené Tomem Fordem. Pár má tři děti, jsou to syn Lucas Alexander (* 22. prosince 2001), dcera Neva (* 24. března 2006) a syn Viktor (* 13. září 2007). Viktor je pojmenovaný po jejím dědečkovi, který Nataliu vychovával po odchodu jejího otce, a Neva je pojmenována po ruské řece Něvě. Natalia Vodianova a Justin Portman oznámili svůj rozchod v červnu 2011.
Brzy po rozchodu s Justinem Portmanem se Natalia Vodianova seznámila s Antoinem Arnaultem, synem zakladatele koncernu LVMH (luxusní zboží) a nejbohatšího občana Francie Bernarda Arnaulta. Antoine Arnault zastává pozici předsedy představenstva u firem vlastnících luxusní značky Berluti a Loro Piana. První syn Natalie a Antoina, Maxim, se narodil 2. května 2014. Dne 4. června 2016 přišel na svět jejich druhý syn Roman. Pár již uzavřel sňatek. Spolu se svými dětmi i třemi dětmi Vodianové z prvního manželství obývají luxusní byt v Paříži v blízkosti Eiffelovy věže.